# Péreyres
Péreyres – miejscowość i gmina we Francji, w regionie Owernia-Rodan-Alpy, w departamencie Ardèche.
Według danych na rok 1990 gminę zamieszkiwały 62 osoby, a gęstość zaludnienia wynosiła 5 osób/km² (wśród 2880 gmin regionu Rodan-Alpy Péreyres plasuje się na 1556. miejscu pod względem liczby ludności, natomiast pod względem powierzchni na miejscu 946.).